# Perreo pesau'
Perreo Pesau' es una canción grabada por el cantante puertorriqueño Rauw Alejandro para su álbum de estudio debut, Afrodisíaco (2020). La canción fue escrita por Alejandro, Kenobi, Colla, Eric Duars, Mr. NaisGai, Roberto Rafael, Yensanjuan y Álvaro Díaz, mientras que la producción estuvo a cargo de Mr. Naisgai, Alejandro y Caleb Calloway. Fue lanzado para descarga digital y transmisión por Sony Music Latin y Duars Entertainment el 5 de marzo de 2021, como el tercer sencillo promocional del álbum. Una canción de reguetón de tiempo medio, es un tributo al reguetón de principios de la década de 2000.
"Perreo Pesau'" recibió críticas positivas de los críticos musicales , quienes elogiaron su energía y letra. La canción llegó a las listas de Perú y fue certificada cuádruple platino en Colombia. Un video musical adjunto , lanzado simultáneamente con la canción, fue dirigido por Alfred Marroquín y filmado en Carolina . Representa a Alejandro bailando por varias zonas de la ciudad. La canción fue incluida en las listas de canciones de the Rauw Alejandro World Tour y Vice Versa Tour .

## Composición y antecedentes
Rauw Alejandro anunció que estaba trabajando en su álbum de estudio debut Afrodisíaco en febrero de 2020. El 2 de noviembre de 2020, compartió un video de sí mismo bailando una canción del álbum que aún no se ha lanzado y bromeó: "Afrodisíaco tiene mucho de Perreo Pesau ' [...]". Una semana después, Alejandro reveló la lista de canciones del álbum, incluyendo "Perreo Pesau'" como la pista número 12. El álbum fue lanzado para descarga digital y transmisión por Sony Music Latin y Duars Entertainment el 13 de noviembre de 2020.
Musicalmente, "Perreo Pesau'" es una canción de reguetón de tiempo medio y un tributo al reguetón de principios de la década de 2000. Fue escrita por Alejandro, Kenobi, Colla, Eric Duars, Mr. NaisGai, Roberto Rafael, Yensanjuan y Álvaro Díaz, con la producción a cargo de Mr. Naisgai, Rauw Alejandro y Caleb Calloway. La pista dura un total de 4 minutos y 20 segundos. La letra incluye, "Las latinas en Miami / Esta noche no se prestan pa' nada / To' el mundo activa'o en los stories / Con esa tanguita tu no escondes nada / Pa' que te vean moviendo. The track runs for a total of 4 minutes and 20 seconds.

## Promoción y recepción
El 3 de marzo de 2021, Alejandro anunció que en dos días se lanzaría un video musical que acompaña a "Perreo Pesau". El 5 de marzo, la canción fue lanzada como el tercer sencillo promocional de Afrodisíaco , con un video musical dirigido por Alfred Marroquín y filmado en Carolina . La imagen muestra a Alejandro bailando por varias zonas de la ciudad. Hasta abril de 2022, ha recibido más de 100 millones de visitas en YouTube.
"Perreo Pesau'" recibió críticas positivas de los críticos musicales . Ignacio Videla de Los 40 elogió la energía de la canción y consideró que "definitivamente merecía su pieza audiovisual".  También de Los 40, Laura Coca le dio una crítica positiva al tema, diciendo que "nos invita a darlo todo sin control con sus sonidos de reguetón y sus letras pegadizas". La canción alcanzó el puesto 216 en la lista de Streaming de Perú de UNIMPRO y fue certificada cuádruple platino en Colombia. También fue certificado oro en América Central por la Certificación Fonográfica Centroamericana (CFC) por recibir más de 3.500.000 streams en la región.

## Créditos y personal
Créditos adaptados de Tidal .
- Rauw Alejandro  - intérprete asociado, compositor, letrista, productor
- Ramón Ayala – compositor, letrista
- Jorge E. Pizarro "Kenobi" - compositor, letrista, ingeniero de grabación
- José M. Collazo "Colla" - compositor, letrista, ingeniero de masterización, ingeniero de mezcla
- Eric Pérez Rovira "Eric Duars" - compositor, letrista, productor ejecutivo
- Luis J. González "Mr. NaisGai" - compositor, letrista, productor
- Roberto Rafael – composer, lyricist
- Rivera Elías "Yensanjuan" - compositor, letrista
- Jorge Álvaro Díaz "Alvarito" Díaz – composer, lyricist
- Caleb Calloway - productor
- Amber Ruby Ureña – coordinadora de A&R
- John Eddie Pérez – A&R director

## Posiciónes
| Lista (2020)             | posición |
| ------------------------ | -------- |
| Perú Streaming (UNIMPRO) | 216      |